# Protosuberites
Protosuberites is een geslacht van sponsdieren uit de klasse van de Demospongiae (gewone sponzen).

## Soorten
- Protosuberites aquaedulcioris (Annandale, 1915)
- Protosuberites brevispinus (de Laubenfels, 1951)
- Protosuberites capillitium (Topsent, 1892)
- Protosuberites collaris Annandale, 1924
- Protosuberites denhartogi van Soest & de Kluijver, 2003 (Gele korstspons)
- Protosuberites durus (Stephens, 1915)
- Protosuberites ectyoninus (Topsent, 1900)
- Protosuberites epiphytoides (Thiele, 1905)
- Protosuberites epiphytum (Lamarck, 1815)
- Protosuberites ferrerhernandezi (Boury-Enault & Lopes, 1985)
- Protosuberites geracei (van Soest & Sass, 1981)
- Protosuberites hendricksi Samaai & Gibbons, 2005
- Protosuberites incrustans (Hansen, 1885)
- Protosuberites lacustris (Annandale, 1915)
- Protosuberites longispiculus (Burton, 1959)
- Protosuberites mexicensis (de Laubenfels, 1935)
- Protosuberites modestus (Pulitzer-Finali, 1978)
- Protosuberites nestus (Sim & Kim, 1994)
- Protosuberites proteus (Hentschel, 1909)
- Protosuberites prototipus Swartschewsky, 1905
- Protosuberites reptans (Kirkpatrick, 1903)
- Protosuberites rugosus (Topsent, 1893)
- Protosuberites sisyrnus (de Laubenfels, 1930)